# Nornickel
Nornickel (nom complet en russe : ПАО « ГМК „Нори́льский ни́кель“ », forme courte : Норни́кель), anciennement Norilsk Nickel jusqu'en 2016 est une société russe spécialisée dans l'exploitation et la transformation du nickel et du palladium (1/2 de la production mondiale) dans la région de Norilsk, dans le kraï de Krasnoïarsk. Le siège central de l'entreprise se situe à Moscou. Norilsk Nickel, dans une moindre mesure, exploite et transforme l'or, le platine, le cuivre et le cobalt. Elle est de loin le premier producteur mondial de nickel et de palladium et le principal producteur d'or de la Russie. Elle est classée parmi les quatre principaux producteurs mondiaux de platine. Norilsk Nickel est également parmi les dix premiers producteurs de cuivre au monde.
La société anonyme détient le complexe minier et métallurgique de la ville de Norilsk, ainsi que la compagnie minière et métallurgique de la péninsule de Kola, l'Institut Gipronickel (institut de recherche en génie métallurgique), NordStar, et la Compagnie de navigation fluviale du Ienisseï.
Le siège social de l'entreprise est situé dans le gratte-ciel Mercury City Tower au sein du quartier d'affaires Moskva-City. Jusqu'en 2014, l'entreprise siégeait dans la rue Bolсhaïa Tatarskaïa à Moscou.
Le 6 juillet 2007, Norilsk Nickel a annoncé avoir acquis environ 90 % de la compagnie canadienne LionOre, un des dix premiers producteurs mondiaux de nickel. Cet achat est évalué à 6,4 milliards de dollars, soit la plus grande acquisition d'une compagnie russe à l'étranger jusqu'ici.
L'entreprise est cotée à la bourse de Moscou où elle fait partie de l'indice RTS, ainsi qu'à la bourse de Londres.

## Histoire
L'exploitation commence dans la région de Norilsk, dans les années 1920.
Des 140 000 employés de l'ère soviétique, l'entreprise en compte désormais la moitié. Le combinat de Norilsk offre des salaires nettement plus élevés que dans le reste du pays (plus de mille dollars pour un simple ouvrier), ce qui est dû aux conditions de vie très pénibles du grand nord arctique.

### Mutations historiques

#### Période soviétique: Du Norillag au Combinat de Norilsk
En 1919, une expédition menée par les géologues Nikolaï Ourvantsev et Alexandre Sotnikov, prélève les premiers échantillons de minerai à l'emplacement de la future ville de Norilsk. Ils sont considérés comme les pionniers du gisement. En 1923, un autre géologue, Nikolaï Vyssotski, relève la présence de platine dans un minerai. Les recherches géologiques durent jusqu'en 1934, quand les résultats d'une prospection détaillée fournissent une première mesure des ressources en minerais sur les gisements Norilsk-1 et Norilsk-2.
Les 23 et 25 juin 1935, un décret du politburo du Comité central du Parti Communiste prévoit la construction du combinat de Norilsk et du camp de travaux forcés de Norilsk, baptisé Norillag.
En fin d'année 1935, le combinat passe sous le contrôle du NKVD. L'exploitation et la production du métal sont effectués par le travail des prisonniers du goulag ; au total, en vingt ans, un demi-million de personnes passeront au Norillag. Autant de main-d'œuvre gratuite, parmi laquelle s'est trouvé Nikolaï Ourvantsev, pionnier du gisement.

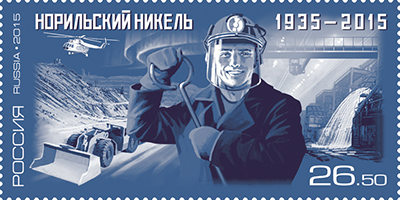
Timbre postal, Russie, 2015

L'extraction du nickel, du cuivre, du Cobalt et des métaux platinoïdes débute à partir des années 40.
Après la fermeture du goulag entre 1954 et 1956, beaucoup de travailleurs étaient des volontaires attirés par de meilleurs salaires et des avantages sociaux. À cette époque, le combinat de Norilsk produit 35 % du Nickel, 12 % du cuivre, 30 % du cobalt et 90 % des platinoïdes de l'Union soviétique.
En 1960, le plus grand gisement de minerais sulfurés cupro-nickélifères (cuivre et nickel) au monde est découvert dans le massif de Talnah. En 1965, le gisement Oktiabrskoïé est découvert.
En 1981 démarre l'exploitation de l'usine d'enrichissement de Talnah. En 1979 s'achève la construction de l'usine métallurgique de Nadejda.

#### 1989-2014: Norilsk Nickel, privatisation et internationalisation
Le 4 novembre 1989, le Conseil des ministres de l'URSS résout la création de l'entreprise d'État pour la production de métaux non ferreux « Norilski Nikel’ ». Le consortium englobe le combinat minier-métallurgique de Norilsk, les combinats de la péninsule de Kola, l'usine mécanique d'Olenegorsk, l'usine d'affinage de métaux non ferreux de Krasnoïarsk (OAO Krastsvetmet), ainsi que l'Institut Gipronickel de Léningrad. Ces entreprises sont fusionnées au sein d'un même consortium sur la base d'un processus de traitement des minerais sulfurés cupro-nickélifères communs à toutes ces entreprises.
En 1993, un décret présidentiel requalifie le consortium Norilski Nickel en société anonyme, l'entreprise devient Norilsk Nickel, société anonyme spécialisée dans la production de métaux non ferreux et de métaux rares.
En 1994, les actions de RAO Norilsk Nickel sont ouvertes à la vente. En 1995, l'Onexim-Bank, appartenant à Vladimir Potanine, obtient 38 % du capital social du consortium (51 % des actions avec droit de vote) pour 170,1 millions de dollars américains. En 1997, le groupe de Potanine rachète l'intégralité du consortium pour 640 millions de dollars.
En 2001 a lieu une restructuration : les actionnaires de RAO Norilsk Nickel échangent leurs titres contre des titres GMK Norilsk Nickel. Les actions de l'entreprise circulent sur la bourse RTS ainsi qu'à la bourse de Moscou.
En 2002, Norilsk Nickel acquiert le groupe Polyus et devient avec plus de 15 % des parts de marché le premier producteur d'or en Russie. Tous les actifs de la filière or de Norilsk Nickel sont transférés dans l'entreprise Polyus. En 2006, Polyus devient une société par actions à entière : Polyus Gold.
En 2006, Norilsk Nickel obtient un droit d'exploitation pour le gisement de Maslov. En septembre 2009, les mesures des ressources de ce gisement sont validées par l'agence fédérale (Rosnedra) pour l'utilisation des sous-sols.
En 2007, Norilsk Nickel obtient le rachat de l'entreprise canadienne LionOre avec une offre de 6,3 milliards de dollars américains.
À partir de 2009, le consortium possède sa propre flotte de navires brise-glace.
En 2014, Norilsk Nickel cède ses actifs internationaux dans les mines aurifères et le projet de mines nickélifères en Australie.

#### Depuis 2016: Nornickel, diversification et nouveaux défis
En 2016, la plus ancienne usine de nickel de l'entreprise située à Norilsk (construite en 1942) est fermée à marche forcée pour des raisons écologiques. Le coût de la fermeture avoisine les 11 milliards de roubles. La même année, l'entreprise change de nom et d'identité visuelle, devenant désormais Nornickel.
En 2017, Nornickel devient le seul producteur de nickel en Russie. La marque Nornickel est estimée à 675 millions de dollars par Brand Finance. Le groupe lance l'exploitation du Combinat d'extraction et d'enrichissement minier en Transbaïkalie, dont les coûts de construction sont estimés à 1,5 milliard de dollars, traitant 10 millions de tonnes de minerais par an. Nornickel entre dans le top 5 WWF des entreprises minières russes à responsabilité écologique.
En 2018, Nornickel crée une coentreprise avec Russian Platinium. Les volumes produits par Russian Platinium atteignent les 100 tonnes par an, un niveau comparable avec les volumes de production de Nornickel. Nornickel cède l'exploitation du gisement Maslov à la coentreprise et Russian Platinium mutualise celle des gisements de Tchernogorsk ainsi que de la partie Sud de Norilsk-1. Cependant, la coentreprise est dissoute en 2020 car son activité faisait obstacle à celle de Rusal. De plus, Russian Platinium et Nornickel trouvent un accord d'exploitation commune du gisement de Tchernogorsk.
En 2018 également, le fonds Interros de Vladimir Potanine rachète la part de 2,1 % d'actions de Nornickel appartenant à Roman Abramovitch, agrandissant sa participation dans le groupe à 32,9 % du capital. La même année s'achève la rénovation de l'aéroport de Norilsk, propriété de Nornickel, avec un volume d'investissement global de plus de 12,5 milliards de roubles, parmi lesquels 7,6 milliards sont octroyés par l'État. Encore en 2018, Nornickel conclut avec l'entreprise allemande BASF un contrat de livraison de nickel et de cobalt à l'usine finlandaise de Harjavalta produisant batteries et pièces de voitures électriques pour un volume de 300 000 véhicules par an.
En 2019, Roman Abramovitch vend 1,7 % des actions de Nornickel pour la somme de 551 millions de dollars à un large cercle d'investisseurs, excluant de la transaction tout acteur lié aux sociétés de Vladimir Potanine et à Rusal. Nornickel devient le premier employeur de Russie selon le magazine Forbes (comptant à cette date plus de 75 000 collaborateurs), et occupe la 36ᵉ place au classement mondial. La même année, Forbes place Nornickel à la première place du classement des entreprises russes ayant versé le plus de primes à ses dirigeants. Nornickel est partenaire de l'Universiade d'hiver de 2019 qui s'est tenue à Krasnoïarsk.
Le 29 mai 2020, un accident survient dans une centrale thermique appartenant à la filiale énergétique Norilsk-Taïmyr de Nornickel (voir partie Incidents écologiques). En août 2021, le ministère des Situations d'urgence de Russie annonce la réparation d'une fuite de carburant sur des installations de Nornickel.
Encore en 2020, Nornickel consacre 157 millions de dollars à la lutte contre la pandémie de COVID-19. La même année, Nornickel commence un projet de numérisation de ses ventes de métaux et annonce devenir le premier émetteur d'actifs virtuels sur sa plateforme suisse Atomyze.
En début d'année 2021, Nornickel interrompt sa production pour cause d'inondation de deux de ses principaux sites d'extraction : Oktiabrski et Taïmyrski.
À l'été 2021, Nornickel fabrique le premier Nickel neutre en carbone dans l'histoire de la métallurgie.
En novembre 2021, la cour d'arbitrage du kraï de Krasnoïarsk fait droit à la requête du procureur aux transports de Sibérie Occidentale, retirant 30 places d'amarrage portuaire à Norilsk Nickel. Les poursuites portent sur des emplacements du port maritime de Doudinka (sur l’océan Arctique), utilisés par l’entreprise avant la privatisation, et qui, selon le ministère public, ne faisaient pas partie des biens privatisés.

### Privatisation et soupçons de fraude
En 1994, les actions de RAO Norilsk Nickel sont ouvertes à la vente. Conformément au programme de privatisations, une partie des actions de la société est redistribuée aux salariés de l'entreprise, l'autre partie est vendue aux enchères. Norilsk Nickel est alors détenu par plus de 250 000 actionnaires.
La part réservée à l'actionnaire majoritaire de la société par actions (38 % du capital soit 51 % des voix), jusqu'alors entre les mains de l'État, est hypothéquée en novembre 1995 (sous forme de « prêt contre actions », en russe залоговый аукцион, Radvanyi 2010). À la suite de cela, Onexim-Bank devient en tant que personne morale actionnaire majoritaire de Norilsk Nickel. Selon le calcul de Daniel Treisman cité par Julien Vercueil, L'entreprise est alors cédée pour 40 % de sa valeur réelle (170,1 M$ contre 425 M$).
Le 5 août 1997, l'entreprise de logistique Swift (ЗАО "Свифт"), représentant les intérêts du groupe Onexim-Bank, remporte un appel d'offres pour la reprise des actions de Norilsk Nickel détenues par l'État. Le vainqueur récupère 38 % des actions du consortium contre 270 millions de dollars et des compensations financières supplémentaires envers l'État (financement de programmes d'investissement et rachat de dettes).
Le montant de la privatisation de Norilsk Nickel est jugé en conformité avec la valeur réelle de l'entreprise par :
- le rapport 14300-2113/91 rendu par Dmitri Lvov, académicien et secrétaire de l'Académie des sciences de Russie.
- le rapport 93-1 rendu par Alla Griaznova, rectrice de l'université des finances du gouvernement russe.

En 1997, la Compagnie minière et métallurgique de la Péninsule de Kola ainsi que la Compagnie minière de Norilsk sont créées dans le but d'accroître l'attractivité du groupe pour les investisseurs et de moderniser son modèle de gestion.
Entre 1997 et 2000, la Chambre des Comptes enquête sur la cession de Norilsk Nickel. Dans son rapport du 9 juin 2000 portant sur la privatisation des parts d'État de Norilsk Nickel, elle indique que la cession s'est effectuée en toute conformité avec la législation russe. Selon le rapport, lors de l’opération de « prêt contre actions » ainsi que du second appel d'offres, le prix de départ des obligations d’État aurait été fixé conformément aux lois en vigueur. Il prendrait en compte le fort taux d'endettement de l’entreprise à cette période, ainsi que les importantes responsabilités sociales du groupe. Le parquet général ainsi que le gouvernement fédéral, après examen de l'affaire, parviennent à la même conclusion.
En parallèle, il existe un autre point de vue sur l'affaire, exposé par Iouri Boldyrev, ancien Vice-Président de la Cour des Comptes de Russie dans son ouvrage О бочках мёда и ложках дёгтя (« Pots de miel et cuillères de goudron », non traduit). Selon lui, lors de la première cession de l’entreprise, Norilsk Nickel était en situation de monopole sur le marché du nickel (plus de 90 % de la production russe) et du cuivre (plus de 60 %), disposait de ressources pour assurer sa production pour 95 à 100 ans, enregistrait un bénéfice annuel de l'ordre de 1,5 md $ et enregistrait une rentabilité supérieure à 70 %. C'est pourquoi, selon Boldyrev, la valeur réelle de Norilsk Nickel était nettement supérieure aux 180 millions de dollars pour lesquels l'entreprise a été vendue. De plus, Iouri Boldyrev expose une série d'évènements témoignant du caractère factice des opérations de « prêts contre actions » d’entreprises publiques menées par le gouvernement russe en 1995 (notamment dans le cas de Norilsk Nickel). Elles auraient eu pour but de privatiser les actifs publics les plus rentables en contournant la loi sur les privatisations. Le livre fournit également une lettre de la Chambre des Comptes au procureur général Iouri Skouratov, lui priant de mener des poursuites judiciaires dans l'intérêt de la fédération de Russie et d'annuler au plus vite les opérations fictives de « prêts contre actions ». Des demandes que le Procureur général n'a pas satisfaites.

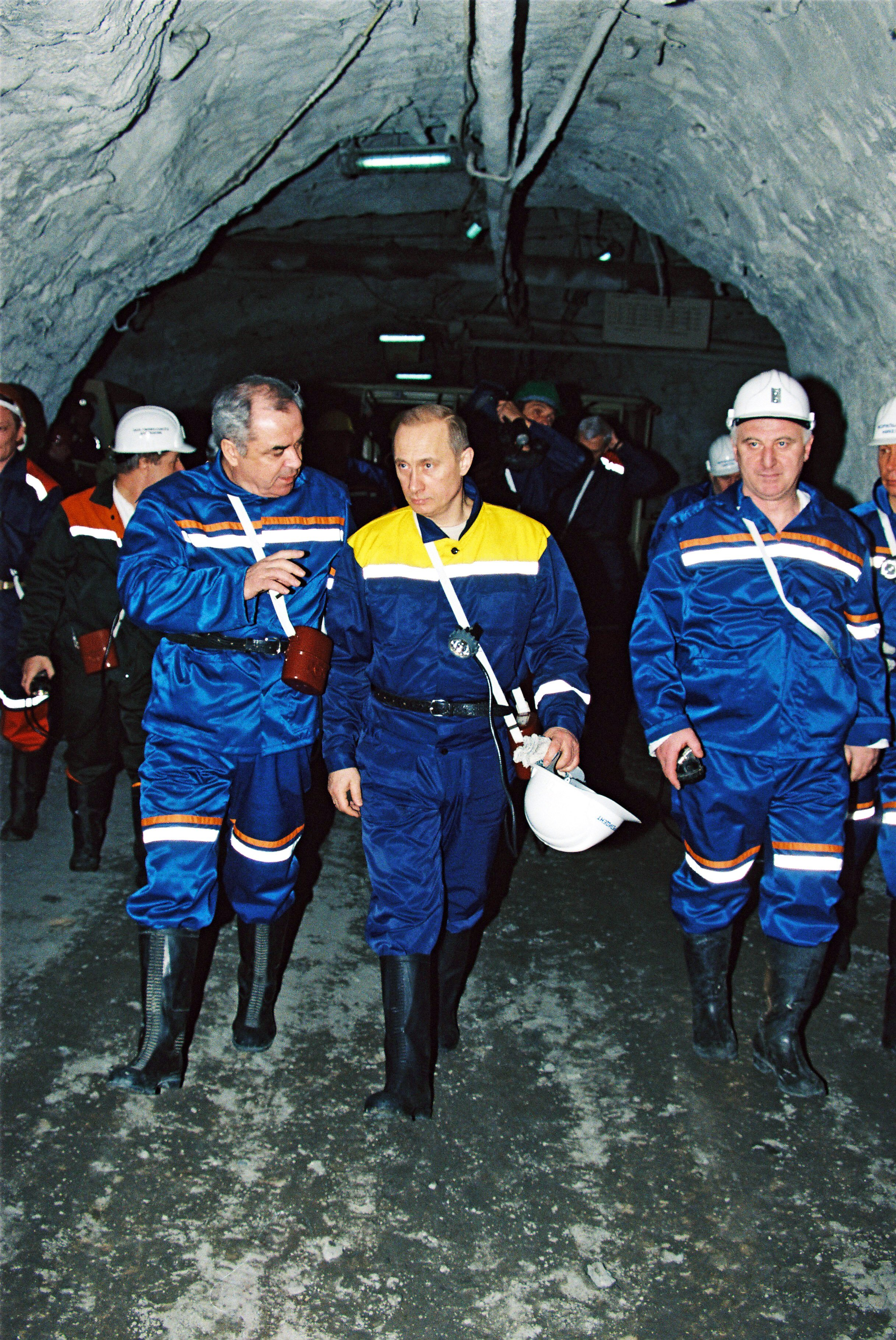
Vladimir Poutine à la mine Oktiabrski avec Johnson Khagajéev, directeur général de la filiale Arctique de Norilsk Nickel (à gauche)

À la suite de cela, la Chambre des comptes fournit un grand nombre de preuves étayant la thèse d'une privatisation illégale. Cependant, dès 2000, la même Chambre des comptes présente un nouveau rapport que Iouri Boldyrev qualifie de « cousu de fil blanc » et visant à « désinculper » tous les actionnaires de Norilsk Nickel, en chef de file Vladimir Potanine. Cependant, le rapport est approuvé par le collège de la Chambre des comptes et Iouri Boldyrev ne fait qu'exprimer son dissentiment sur cette décision.
Une version similaire à celle de Boldyrev concernant la transmission de Norilsk Nickel des mains de l'État à Onexim-Bank, documentée par des entretiens avec les parties prenantes de l'enchère est décrite dans l'ouvrage de David Hoffman : The Oligarchs.

### Entrée de Rusal au capital et conflit d'actionnaires
En avril 2008, Mikhaïl Prokhorov, ancien copropriétaire de l'entreprise avec Vladimir Potanine, vend sa participation de 25 % plus une action au premier producteur mondial d'aluminium : Rusal (Russian Aluminium), dirigé par Oleg Deripaska. Prokhorov obtient 14 % de Rusal sous forme d'actions plus 5 milliards de dollars en liquide (sur les 7 milliards promis par Deripaska, le reste ayant été payé sous forme d'actions de Rusal, et une dernière partie après l'entrée en bourse de l'entreprise d'aluminium). Oleg Deripaska, désormais actionnaire, a alors l'intention de fusionner les deux entreprises. Néanmoins, la suite des décisions actionnariales va donner lieu à un conflit d'intérêts.
Des désaccords apparaissent entre le directeur général et le président du conseil d'administration de Nornickel, et au sein même du conseil d'administration. En novembre 2008, les deux parties renouent peu après que l'entreprise ait été mise sous la direction de Vladimir Strjalovski, ancien patron de l'agence fédérale pour le tourisme et ancien collaborateur de Vladimir Poutine au sein du KGB.
Un autre fait notable du conflit d'actionnaires est que Nornickel ait racheté une part non négligeable de ses propres actions et que ces mêmes actions de réserve ont « voté » en faveur de la direction de l'entreprise.
Au cours de cette affaire, Interros propose à Rusal de racheter son paquet d'actions pour 9 mds $, à la suite de quoi Nornickel transmet à Rusal une offre de rachat de 25 % de ses actions pour la somme de 12 mds $, puis propose une nouvelle fois de lui racheter 20 % du combinat de Norilsk pour 12,8 mds $. Cependant, Oleg Deripaska n'accepte aucune des offres. En août 2011, Norilsk Nickel propose de nouveau à Rusal de lui reprendre ses actions, cette fois-ci pour 8,75 mds $.
Au printemps 2011, le quotidien économique Vedomosti rapporte que Potanine aurait reçu une offre de rachat de ses actions de Nornickel de la part des hommes d'affaires Viktor Vekselberg et Leonid Blavatnik. Le montant de l'offre selon les estimations du journal, aurait avoisiné les 19,2 mds $, offre que l'industriel russe aurait refusée.
Début décembre 2012, les parties en conflit annoncent leur réconciliation sous l'arbitrage de Roman Abramovitch. Deripaska, Potanine et Abramovitch signent un nouveau pacte actionnarial, selon lequel Vladimir Strjalovski, Directeur général de Nornickel, ne convenant pas au clan Rusal, laisse sa place à Vladimir Potanine lui-même. Et les 16,9 % d'actions de réserve seront reprises par le groupe. À ce jour, il semblerait que les actionnaires actuels s'apprêtent à vendre une partie de leurs actions à Roman Abramovitch (Potanine lui vendrait 2,84 % pour 867,3 millions de dollars, et Deripaska 2,03 % pour 619,7 millions de dollars. Une alliance Interros, Rusal, et Millhouse (le groupe d'Abramovitch) serait en train de s'esquisser sous la forme d'un trust où les trois oligarques placeront leurs parts de Nornickel (à raison de 7,3 %), afin qu'Abramovitch, agissant en tant qu'acteur tiers et arbitre, se trouve à la tête de 20 % des actions au total. En contrepartie, les acteurs engagés s'entendent sur l'abandon de toute procédure judiciaire et sur l'élection d'un nouveau conseil d'administration à représentation équitable,.

## Gisement

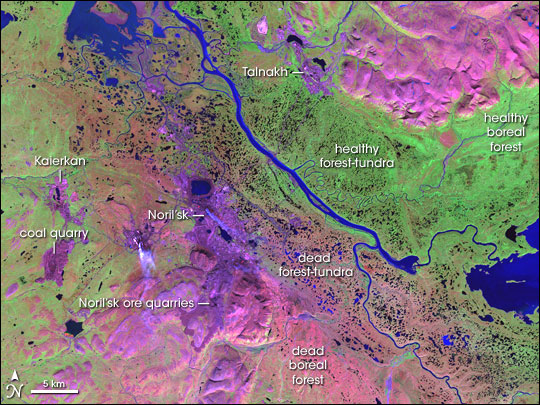
Vue du gisement

Le gisement de nickel de Norilsk est le plus grand gisement de nickel-cuivre-palladium du monde. Le dépôt a été formé il y a 250 millions d'années pendant une éruption volcanique dans la région des trapps de Sibérie. Le gisement s'étale sur plus d'un million de kilomètres cubes de lave.
Le minerai a été formé quand le magma, qui se solidifiait, est devenu saturé en soufre, formant des bulles de sulfures de nickel, de cuivre, de platine et de palladium. Ces sulfures ont été alors arrachés de la terre par des torrents et dispersés dans la région. Les réserves de ces métaux sont estimées à 1,8 milliard de tonnes. Le minerai est extrait sous terre par l'intermédiaire de plusieurs puits. Le minerai est actuellement extrait à 1 200 m de profondeur.

## Activités et volumes de production
Nornickel est le plus grand producteur de métaux non ferreux en Russie et figure dans les 10 plus grandes entreprises du pays.
Nornickel effectue des études et des prospections géologiques. L'entreprise extrait, enrichit et traite des produits miniers. Elle conçoit et usine des métaux non ferreux et des métaux rares. L'entreprise exporte sa production dans une trentaine de pays. Ses filiales sont situées en Russie, dans le pôle industriel de Norilsk, sur la péninsule de Kola, en Transbaïkalie mais également en Finlande et en Afrique du Sud.
En 2007, Norilsk Nickel produit plus de 300 000 tonnes de nickel, 404 000 à 409 000 tonnes de cuivre, 3 000 à 3 050 millions d'onces de palladium (93 à 95 tonnes) et entre 700 000 à 710 000 onces (près de 22 tonnes) de platine. Le groupe assure alors plus de 20 % de la production mondiale de nickel, plus de 10 % de celle de cobalt et 3 % de celle de cuivre. Elle produit 96 % du nickel, 55 % du cuivre et 95 % du cobalt en Russie.
Aujourd'hui, la production de l'entreprise est de 229 000 tonnes de nickel par an, 499 000 tonnes de cuivre, 2 900 millions d'onces de palladium, et 0,7 million d'onces de platine.
Nornickel est :
- Le premier producteur mondial de nickel avec 14 % du marché (96 % en Russie). Selon Bloomberg, Nornickel est le producteur de Nickel le plus efficace au monde[56].
- Premier producteur mondial de palladium avec 44 % du marché en 2020[34].
- Le troisième producteur mondial de platine avec 10 % du marché[57].

Nornickel produit également du rhodium, du cobalt, du cuivre, de l'argent, de l'or, de l'iridium, du ruthénium, du sélénium, du Tellure et du soufre.
Ressources prouvées et estimées.
- 6,5 millions de tonnes de nickel.
- 11,6 millions de tonnes de cuivre.
- 118 millions d’onces de métaux du groupe platine.

Les recettes du groupe sur l'exercice 2020 selon l'IFRS étaient de 15,5 mds $, et son résultat net de 3,6 mds $. En 2021, le chiffre d'affaires de la société s'élevait à 8,5 milliards d'euros.
Dans une interview donnée au journal Kommersant, Evguéni Fedorov, vice-président de Nornickel, a déclaré que les investissements de modernisation des infrastructures énergétiques menés par le groupe en 2021 ont doublé par rapport à 2020 pour atteindre les 30 milliards de roubles.

## Structure du groupe
Nornickel comprend trois grands pôles industriels. Le premier : sa filiale arctique, située dans la péninsule de Taïmyr (Villes de Norilsk, Talnah, Kaïerkane et Doudinka). Second pôle, sur la péninsule de Kola (villes de Montchegorsk, Zapoliarny, Nikel) Troisième place forte, le Combinat d'extraction et d'enrichissement minier Bystrinski, en Transbaïkalie.

### Actionnaires
Structure actionnariale du capital de Nornickel au 14 octobre 2021, selon les chiffres publiés par le groupe :
- INTERROS LIMITED : 35,95 %
- En+ Group : 26,25 %
- Autres actionnaires : 37,3 %
- Actions de réserve : 0,5 %

Principaux actionnaires de l'entreprise pour mars 2021 selon l'agence de presse TASS.
- Interros, de Vladimir Potanine : 34,6 % des actions.
- Rusal : 27,8 % des actions
- Crispian, appartenant à Roman Abramovitch et Alexandra Abramova : 4,7 % des actions.

Lors du divorce de Vladimir Potanine et de sa femme Natalia Potanina en 2015, le tribunal d'arrondissement de Presnenski à Moscou ne reconnait à l'ancienne épouse ni la copropriété de Norilsk Nickel, ni celle du groupe Interros.
La capitalisation boursière de l'entreprise à la bourse de Moscou au mois de septembre 2021 est de 3,7 billions de roubles.

### Direction

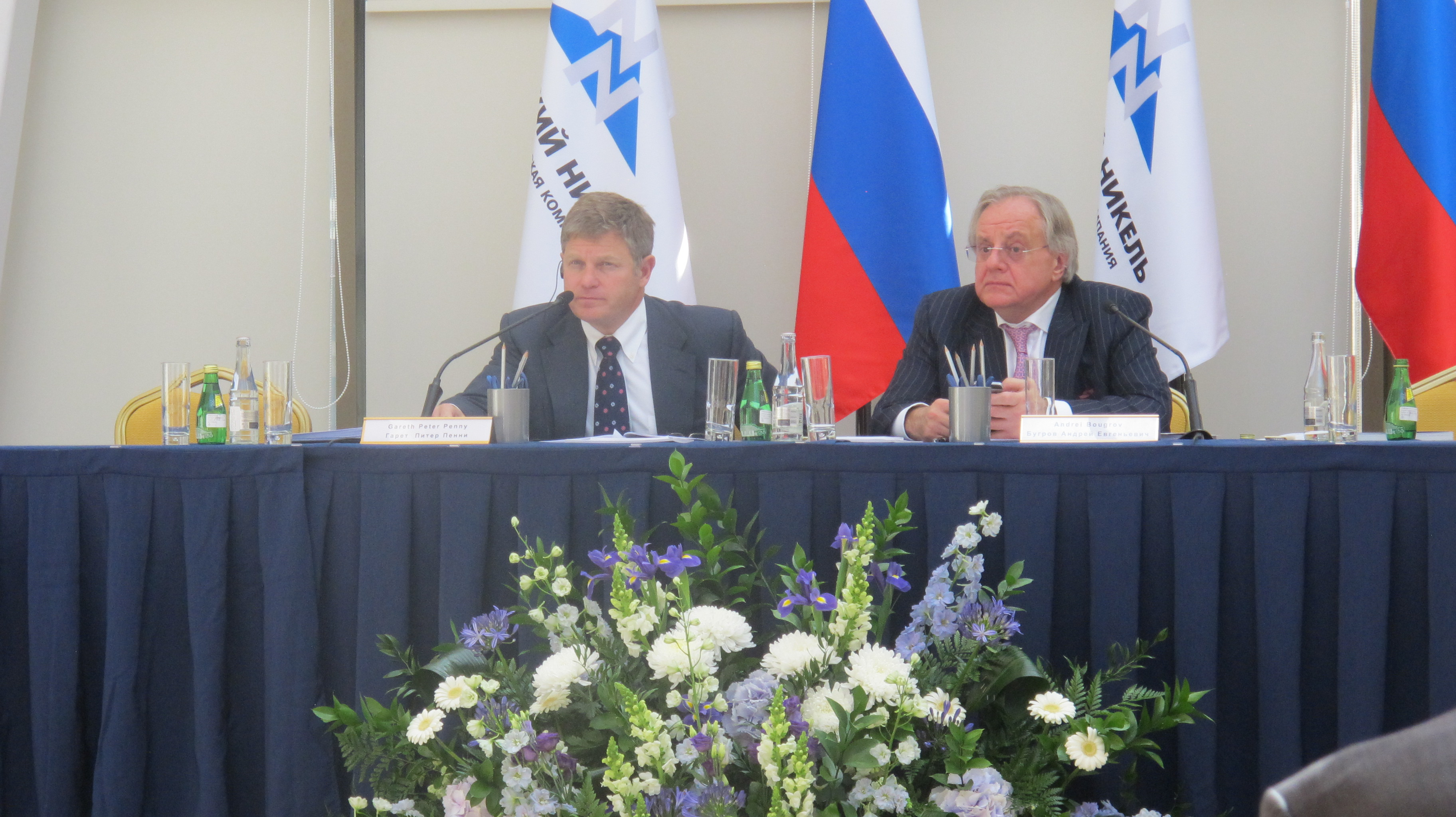
Gareth Penny et Andreï Bougrov lors de l'assemblée actionnariale de l'entreprise, le 10 juin 2016

Gareth Penny et Andreï Bougrov sont élus à la présidence de l'assemblée d'actionnaires de Nornickel le 10 juin 2016.

#### Conseil d'administration
Gareth Penny, ancien président du conseil d'administration du conglomérat diamantaire De Beers, est président du conseil d'administration de l'entreprise depuis mars 2013.

#### Présidence
Directeur général de l'entreprise : Vladimir Potanine (depuis décembre 2012).
Prédécesseurs :
- Anatoli Filatov (1988-1996) : directeur du combinat de Norilsk, président du consortium puis président de RAO Norilsk Nickel.
- Vsevolod Generalov (avril-mai 1996) : président par intérim de Norilsk Nickel.
- Alexandre Khloponine (1996-2001) : directeur général de Norilsk Nickel[67]
- Johnson Khagajéev (février-août 2001) : directeur général de Norilsk Nickel et directeur général de la filiale arctique de Norilsk Nickel (combinat de Norilsk) de 1998 à 2001.
- Mikhaïl Prokhorov (2001-2007) : directeur général, président du conseil d'administration de la filiale arctique.
- Denis Morozov (2007-2008)
- Sergueï Batekhin (juillet-août 2008)
- Vladimir Strjalovski (août 2008-décembre 2012)
- Vladimir Potanine (depuis décembre 2012)[5]

### Participations dans d'autres entreprises
Jusqu'en 2006, Norilsk Nickel détenait l'entreprise Polyus, premier producteur d'or en Russie (20 % de la production nationale). À la suite d'une restructuration, les actions de la société sont transférées à la nouvelle société connue à l'international sous le nom Polyus Gold. Les investisseurs de Norilsk Nickel se partagent les actions de la nouvelle entreprise proportionnellement à leur part dans le groupe. À cette époque, Norilsk Nickel possède également 60,66 % de la compagnie d'électricité OGK-3.
Le 29 juin 2007, Nornickel annonce avoir obtenu 90 % des actions de l'entreprise canadienne LionOre. Vers la mi-août 2007, l'entreprise rachète 7,7 % d'actions de LionOre supplémentaires, accumulant ainsi 97,7 % Nornickel a l'intention de récupérer les 2,3 % d'actions restants par la procédure de rachat forcé prévue par la législation canadienne.
Par la même occasion, Nornickel hérite de 50 % du projet commun de LionOre avec l'entreprise minière sud-africaine ARM (African Rainbow Minerals), détenant la mine de Nickel de Nkomati en Afrique du Sud. Sur l'année 2006, Nkomati nickel extrait 396,9 milliers de tonnes de minerai. Sa production annuelle était 4826 tonnes de nickel, 2800 tonnes de cuivre, et 22 000 onces de palladium. En 2019, Nornickel et African Rainbow Minerals décident de clore le projet. En 2021, Nornickel reçoit une compensation de la part du gouvernement du Botswana et de l'entreprise d'État BCL Group contre la vente de ses actifs africains, parmi lesquels se trouvent 50 % des parts de la mine Nkomati.

#### Sociétés affiliées
Principales filiales du groupe Nornickel :
- Compagnie aérienne NordStar
- Compagnie aérienne Norilskavia
- Aéroport de Norilsk
- Compagnie de navigation fluviale du Ienisseï (Ienisseïskoe retchnoïe parokhodstvo).
- Port fluvial de Krasnoïarsk
- Institut Gipronickel
- Compagnie minière et métallurgique de la péninsule de Kola.
- Usine Gulidov, fabrique de métaux non ferreux à Krasnoïarsk (Krasnoïarski zavod tsvetnykh metallov im. V.N. Gudilova)
- Norilskgeologiia (ООО « Норильскгеология »)
- Club de futsal Norilski Nickel.
- Club de basket-ball CSKA Moscou.
- OAO Norilskgazprom
- Taïmyrgaz
- Compagnie pétrolière de Taïmyr (AO Taïmyrskaïa toplivnaïa kompaniia)
- Université d'entreprise de Norilsk Nickel
- Sanatorium Zapoliarié
- OOO Edinstvo
- Compagnie énergétique Norilsk-Taïmyr (AO NTEK)
- OAO Taïmyrenergo
- OOO Logistik-Centr
- OOO « Zavod po pererabotke metalloloma »
- OOO « Zapoljarnaja stroitel'naja kompanija »
- OOO « Zapoljarnyj torgovyj al'jans »
- OOO « Noril'skaja žiliščno-ėkspluatacionnaja kompanija »
- OOO « Noril'skaja torgovaja kompanija »
- OOO « Noril'skij moločnyj zavod »
- OOO « Noril'skij obespečivajuščij kompleks »
- OOO « Noril'sknikel'remont »
- OOO « Noril'skpromtransport »
- OOO « Nortrans-Noril'sk »
- OOO « Noril'skoe torgovo-proizvodstvennoe ob"edinenie »
- OOO « Torginvest »
- OOO « Upravljajuščaja kompanija "Zapoljarnaja stolica" »
- OOO « Nornikel' — obščij centr obsluživanija »(anciennement OOO « NN-Infokom »)
- OOO « Vostokgeologija »
- OOO GRK « Bystrinskoe »
- OOO « Renons » (station de ski Bobrovy Log)
- OOO « Medvežij ručej »

## Empreinte environnementale
Chaque année, des millions de tonnes de dioxyde de soufre sont rejetées dans l'air par les usines de Norilsk Nickel, ce qui fait de Norilsk une des villes les plus polluées du monde.

### Incidents écologiques
En septembre 2016, une fuite de boue rouge pollue sévèrement la rivière Doldykane qui devient d'une couleur rouge sur des kilomètres. La compagnie est condamnée quelques semaines plus tard à une amende de quelque 35 000 roubles, soit moins de 500 euros.
En juin 2020, 6 000 mètres cubes d'eaux usées provenant d'une usine d'enrichissement de minerai ont été déversées dans la nature.
Le 29 mai 2020, une fuite de 21 000 tonnes de diesel se répand dans les rivières avoisinantes. Cette fuite s'est produit dans un réservoir de carburant d'une centrale thermique appartenant à la Compagnie énergétique Norilsk-Taïmyr (AO NTEK), filiale de Norilsk Nickel. Le média Kommersant qualifie cet incident de plus grande catastrophe jamais survenue dans l'Arctique russe. Vladimir Poutine déclare un état d'urgence de niveau fédéral. Selon l'enquête du Rostekhnadzor, l'incident aurait été provoqué par des défauts dans la projection et l'installation des pilotis d'un réservoir. Des employés de la centrale et le maire de Norilsk font l'objet de poursuites judiciaires, ce dernier est condamné à des travaux d'intérêt général. Grigori Dioukarev, président de l'association des peuples natifs de Taïmyr, adresse une lettre officielle à Vladimir Poutine, l’informant de la pollution causée par l'entreprise Nornickel. L'Agence fédérale pour la protection de l'environnement estime le montant des dégâts à 146,2 Mrd de roubles. Il s'agit probablement, selon Kommersant, de l'amende la plus importante infligée dans l'histoire russe. Le montant des dégâts estimé par l’entreprise est de 21,4 milliards de roubles, soit sept fois moins, Nornickel prévoit un programme de réparation des conséquences écologiques sur les trois prochaines années. L'observatoire scientifique des océans et de la pêche de la fédération de Russie (VNIRO) estime les dépenses à engager pour la restauration des écosystèmes aquatiques à 40 Mrd de roubles. Greenpeace chiffre le préjudice environnemental à 6 Mrd de roubles. Les experts estiment le préjudice causé aux populations natives du Nord à 170 Millions de roubles. Selon Sergueï Sizonenko, vice-président de la douma (assemblée parlementaire) de Taïmyr, ayant participé à ce chiffrage, ces territoires peuplés par des minorités ethniques (près de 700 communautés et habitations). En septembre 2020, Nornickel a dépensé près de 11,5 M de roubles dans la réparation des dégâts causés par l'incident. En août 2021, le ministère des Situations d'urgence de Russie annonce la neutralisation complète de la fuite.
Le 28 juin 2020, des rejets illégaux d'eaux usées depuis un site de décharge de Nornickel dans une zone forestière terminent dans une rivière. Greenpeace Russie, le journal Novaïa Gazeta et Vasili Riabinine, ancien membre du Service fédéral de surveillance des ressources naturelles (Rosprirodnadzor) prouvent des rejets dans la nature depuis le dépôt dépendant de l'usine d'enrichissement de Talnah. La décharge comprend des bassins de stockage pour les eaux usées industrielles contenant des métaux lourds et des substances tensioactives, desquels elles auraient été extraites et déversées dans la toundra. Ces rejets toxiques ont filtré dans la rivière Kharaïelakh, se jetant dans le lac Piassino,.
Le 12 juillet 2020, dans les environs du village de Toukhard, dans le kraï de Krasnoïarsk, la dépressurisation d'un oléoduc appartenant à Nornickel cause la fuite de 44,5 tonnes de carburant aviation.
Le 1er mars 2021, après de multiples incidents, l'entreprise annonce se séparer du président adjoint et directeur de l'exploitation Sergueï Diatchenko. Un changement de direction réclamé par l'actionnaire Rusal.

#### Déplacement de l'usine de cuivre en Chine
Au printemps 2024, les représentants de Norilsk Nickel, dirigés par Potanine, ont annoncé le transfert prochain de la production de cuivre de Russie vers la Chine. Ce plan était motivé à la fois par la nécessité de contourner les sanctions occidentales lors de l'exportation de cuivre vers les marchés étrangers, et par les normes environnementales nettement moins strictes de la Chine que celles de la Russie,. Selon les représentants de Potanine, la poursuite de la modernisation de la production obsolète existante pour se conformer aux normes environnementales russes s'est avérée totalement non rentable pour Norilsk Nickel, et l'entreprise a préféré réaliser de nouvelles constructions dans un pays aux exigences environnementales moins coûteuses.

### Engagement climatique
Le projet soufre est le plus grand objectif écologique de Nornickel avec un coût de 3,5 mds $. Il vise à diviser les rejets de dioxyde de soufre par 10 à l'horizon 2025, et par 20 à l'horizon 2030. Dans la péninsule de Kola, le projet prévoit la fermeture d'une fonderie dans la ville de Nikel et d'un atelier métallurgique à Montchegorsk. À Norilsk, l'usine de cuivre sera modernisée et dotée d'un dispositif de retraitement du dioxyde de soufre. Selon les déclarations d'un représentant de Nornickel, l'entreprise n'abandonnera pas le projet malgré l'amende de 147,7 M de roubles infligée par l'État pour le déversement de pétrole dans l’environnement survenu en 2020.
À l'horizon 2030, Nornickel prévoit de maintenir ses émissions de gaz à effet de serre en dessous de 10 millions de tonnes actuelles compte tenu d’une hausse de 30 % de la production.
En 2020, Nornickel investit 3,6 Milliards de roubles dans la construction d'un complexe sportif à Norilsk.
En mars 2020, Norilsk signe un accord avec le fabricant d'énergie neutre en carbone Fortum et le consortium chimique BASF pour le recyclage de batteries électriques. L'accord prévoit la réutilisation des métaux d'anciennes batteries comme un moyen de limiter les émissions de CO2 dans la production de batteries automobiles.
En octobre 2021 est actée la construction d'un nouveau village pour les habitants Nénètses de Tukhard à la suite d'une consultation « pour le consentement préalable et éclairé de la population » à l'initiative de l'entreprise,.

## Accidents de travail
Le 11 mars 1999, trois personnes décèdent à la suite d'une explosion à 150 mètres de profondeur dans la mine Angidrit, sur le site d'extraction de Kaïerkane.
Le 15 mars 2001, 2 personnes décèdent et 4 sont grièvement blessées à la suite d'une explosion à 201 mètres de profondeur dans la mine de Zapoliarny.
Le 27 août 2003, dans une des mines du site Oktiabrski, 2 mineurs meurent dans un éboulement.
Le 8 novembre 2003, dans une des mines du site Oktiabrski, 1 mineur meurt dans un éboulement.
Le 11 septembre 2015, dans une des mines du site d'extraction Oktiabrski, 2 mineurs meurent dans l'effondrement d'un mur de soutènement.
Le 25 février 2016, un mineur meurt noyé au cours d'une inondation dans la mine Maïak, site d'extraction Komsomolski.
Le 15 novembre 2016, dans une des mines du site Oktiabrski, un maître d'œuvre meurt dans un éboulement.
Le 7 juillet 2017, dans une mine du site Zapoliarny, un coup de grisou tue 4 mineurs.
22 octobre 2019, dans une mine du site Taïmyrski, 1 maître d'œuvre et 2 mineurs meurent par asphyxie.

## Mécénat culturel et sportif
Nornickel est mécène du musée des arts multimédia de Moscou.
Nornickel est partenaire du festival Bolchoï Argich, consacré aux peuples natifs du Nord de la Russie.
En 2020, l'entreprise ouvre à Norilsk le complexe sportif Aïka, et en 2021, un autre complexe sportif à Toula.

## Notations et classements
| Agence            | Classement    | Date       |
| Moody’s           | Baa2, négatif | 18.12.2020 |
| Fitch Ratings     | BBB−, stable  | 10.08.2021 |
| Standard & Poor's | BBB−, stable  | 11.10.2019 |

En 2019, selon Forbes, Nornickel est le premier employeur de Russie. En 2021, Nornickel est présent dans le Top-10 des plus grands employeurs privés de Russie.
En 2021, Nornickel entre pour la première fois dans le Top-10 du RBK 500 classement des plus grandes entreprises russes.

## Identité visuelle

Ancien logo.
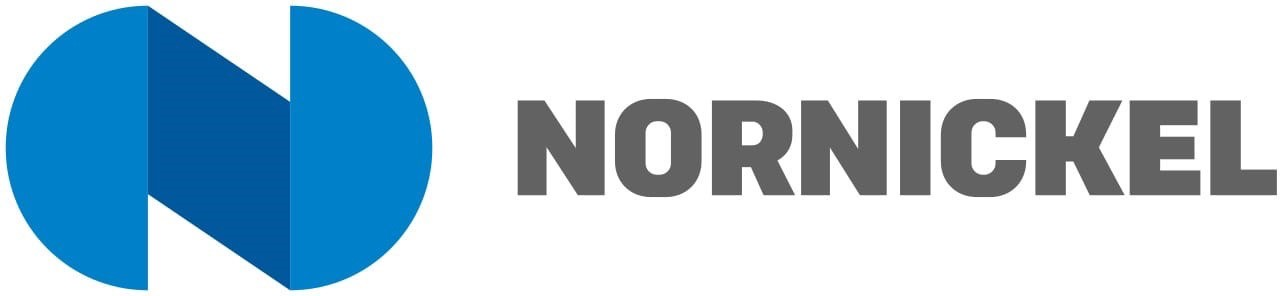
Logo actuel.